# Sveriges ögonläkarförening
Sveriges ögonläkarförening är en förening för främst svenska ögonläkare men även för till exempel ögonforskare och verksamhetschefer inom oftalmologi. 
Svenska ögonläkareföreningen bildades den 30 maj 1908 med som förste ordförande professorn och sedermera nobelpristagaren Allvar Gullstrand. Föreningen delades 1934 i Svenska ögonläkarföreningen, en vetenskaplig sektion av Svenska Läkaresällskapet, och Sveriges oftalmologförbund, en facklig delförening av Sveriges läkarförbund. Båda sammanfördes 1975 till den nuvarande Sveriges ögonläkarförening.
Ordförande sedan 1975
- 1975-1977 Uno Axelsson
- 1978-1980 Magnus Blix
- 1981-1982 Kjell Dyster-Aas
- 1983-1984 Elisabeth Aurell
- 1985-1987 Bo Philipson
- 1988-1990 William Thorburn
- 1991-1992 Ingrid Florén
- 1993-1996 Mats Lundström
- 1997-1999 Leif Edman
- 2000-2002 Charlotta Zetterström
- 2003-2006 Klas-Olav Skoog
- 2007-2008 Elisabet Agardh
- 2009-2010 Stefan Seregard
- 2011-2012 Anders Behndig
- 2013-2014 Sven Crafoord
- 2015-2016 Fatima Pedrosa-Domellöf
- 2017-2018 Maria Kugelberg
- 2019-         Sten Kjellström

Föreningen utger nyhetsbrevet "Ett Ögonblick". 
Föreningen är medförvaltare av Ögonfonden.